# Listă de scriitori ugandezi
Aceasta este o listă de scriitori ugandezi.

## A
- Adong Judith
- Grace Akello (1950-)
- Apolo Kagwa (1864-1947)
- Monica Arac de Nyeko (1979– )
- Asiimwe Deborah GKashugi
- Regina Amolo
- Ambrose Kibuuka Mukiibi

## B
- Doreen Baingana
- Bake Robert Tumuhaise
- Violet Barungi
- Mildred Barya, poet
- Jackee Budesta Batanda
- Austin Bukenya (1944– )
- Busingye Kabumba
- Bwesigye bwa Mwesigire
- Ernest Bazanye

## D-K
- Dilman Dila(1977-)
- Angella Emurwon
- Arthur Gakwandi
- Ife Piankhi, poet
- Moses Isegawa (1963– )
- Kabubi Herman, poet
- Kaddu J.S.
- C. S. Kalinda
- Keturah Kamugasa
- Bob Kisiki
- Catherine Samali Kavuma (1960– )
- E.K.N. Kawere
- China Keitetsi (1967– )
- Wycliffe Kiyingi (1929-2014)
- Micheal Kyazze

## L-M
- Irshad Manji, (1968-)
- Susan Nalugwa Kiguli
- Barbara Kimenye (1929–2012)
- Kiwanuka Musisi C.G.
- Henry Kyemba (1939– )
- Kyeyune. E. N
- Goretti Kyomuhendo
- Beatrice Lamwaka
- Bonnie Lubega (1929– )
- Lubwa p'Chong (1946–1997)
- Jennifer Nansubuga Makumbi, poet
- Charles Mayiga (1962-)
- Mpalanyi; S.E.K.
- Enoch E.K Mulira
- Jane Musoke-Nteyafas (c.1976 – ), poet
- Mutesa II of Buganda (1942-1969)
- Christopher Henry Muwanga Barlow (1929–2006), poet.
- Mahmood Mamdani (1933– )
- Patrick Mangeni
- Mulumba Ivan Matthias (1987–), poet

## N-O
- John Nagenda (1938– )
- Beverley Nambozo
- Glaydha Namukasa
- Peter Nazareth (1940– )
- Rajat Neogy (1938–1995)
- Richard Carl Ntiru (1946– ), poet.
- Michael B. Nsimbi (1910–1994)
- Julius Ocwinyo (1961– )
- James Munange Ogoola
- Okello Oculi (1942– )
- Okot p'Bitek (1931–1982), poet.
- Mary Karooro Okurut
- Charles Onyango-Obbo

## S-Z
- Andrew Rugasira
- Eneriko Seruma (1944– ), poet
- Julia Seremba
- Robert Serumaga (1939–1980)
- Taban Lo Liyong (1939– )
- Bahadur Tejani (1942– )
- Lillian Tindyebwa
- Nick Twinamatsiko
- Hilda Twongyeirwe
- Ayeta Anne Wangusa
- Timothy Wangusa (1942– )
- Yoweri Museveni
- Samuel Iga Zinunula, poet
- Elvania Namukwaya Zirimu (1938–1979)
- Pio Zirimu (d. 1977)